# Pelastoneurus michaeli
Pelastoneurus michaeli är en tvåvingeart som beskrevs av Grichanov 2004. Pelastoneurus michaeli ingår i släktet Pelastoneurus och familjen styltflugor. Inga underarter finns listade i Catalogue of Life.